# Rinologi
Rinologi är grenen inom medicin som behandlar sjukdomar, missbildningar och skador i bihålor och näsan. Det är en medicinsk specialitet inom otorhinolaryngologi (öron-, näsa- och halssjukdomar). Rinologin har blivit viktigare sedan endoskopi av näsan infördes.
Inom rinologin utreds partienter för att kunna fastställa näsproblemen som råder. Utifrån detta kan man få advekat terapi. Behandlingar omfattar både kirurgiska och medicinska ingrepp. Operation sker vid näsblödningar, svårbehandlade bihållsinflammatoner, tumörer, näspolyer och skelletfelställningar. 
Generellt sker operation via endoskopi där små fibertrådar leder ljus från en lampa till spetsen på slangen som införts i näsan. Linser och prismor sprider ljuset inuti kroppen som visas på en skärm så läkaren kan se vad hen gör. 